# Jabalpur Cantt.
Jabalpur Cantt. là một thị xã quân sự (cantonment) của quận Jabalpur thuộc bang Madhya Pradesh, Ấn Độ.

## Nhân khẩu
Theo điều tra dân số năm 2001 của Ấn Độ, Jabalpur Cantt. có dân số 66.482 người. Phái nam chiếm 59% tổng số dân và phái nữ chiếm 41%. Jabalpur Cantt. có tỷ lệ 84% biết đọc biết viết, cao hơn tỷ lệ trung bình toàn quốc là 59,5%: tỷ lệ cho phái nam là 89%, và tỷ lệ cho phái nữ là 76%. Tại Jabalpur Cantt., 10% dân số nhỏ hơn 6 tuổi.